# 東京戦心〜トーキョー・ウォーハート
『東京戦心〜トーキョー・ウォーハート』（原題：Tokyo Warhearts）は、フィンランドのメロディックデスメタルバンド、チルドレン・オブ・ボドムが1999年に録音・発表した、キャリア初のライブ・アルバム。

## 解説
1999年7月10日と11日の川崎クラブチッタ公演で録音されたライブ音源が使用された。ただし、アレキシ・ライホ自身は10日の演奏に満足できず、11日のライブをそのまま収録することを望んでいたという。実際のライブではチルドレン・オブ・ボドムがオープニングアクトを務め、更にシナジー（ショウケース・ギグとして4曲演奏）とメイン・アクトのイン・フレイムスが出演した。
ジャケットの絵はフィンランドの漫画家Ville Pirinenが描いた。ヨーロッパ初回盤CD(SPI89CD)はDVDサイズのケースに封入され、10枚のポスト・カードが付属した形で1万セットが限定発売された。また、日本のトイズファクトリーからは単体のCD(TFCK-87200)として発売された。2003年にはヨーロッパでも、スパインファーム・レコードから単体の再発CD(SPI 164CD)がリリースされている。
フィンランドのアルバム・チャートでは3週連続でトップ40入りし、最高33位を記録した。

## 収録曲
特記なき楽曲はアレキシ・ライホ作。1. 6.はインストゥルメンタル。
1. イントロ - Intro - 1:26
  - 作曲：ヤン・ハマー

『特捜刑事マイアミ・バイス』で使用されたハマーの曲「Crockett's Theme」を引用している[7]。
2. サイレント・ナイト、ボドム・ナイト - Silent Night, Bodom Night - 3:23
  - 作詞：キンバリー・ゴス／作曲：アレキシ・ライホ
3. レイク・ボドム - Lake Bodom - 4:08
4. ウォーハート - Warheart - 4:07
5. ベッド・オブ・レイザース - Bed of Razors - 4:35
  - 作詞：アレキシ・ライホ／作曲：アレキシ・ライホ、アレクザンダー・クオファラ
6. ギター&キーボード・ソロ - War of Razors - 2:11
  - 終盤にLOUDNESSの「Crazy Nigths」のリフを弾きはじめたところでフェードアウトしている[8]。
7. デッドナイト・ウォーリアー - Deadnight Warrior - 3:32
8. ヘイトブリーダー - Hatebreeder - 4:30
9. タッチ・ライク・エンジェル・オブ・デス - Touch Like Angel of Death - 5:53
映画『ザ・ロック』からの「Hummell Gets the Rockets」（ニック・グレニー＝スミス&ハンス・ジマー作曲）をイントロで引用している[7]。
10. ダウンフォール - Downfall - 4:48
11. トワーズ・デッド・エンド - Towards Dead End - 6:11

## 参加ミュージシャン
- アレキシ・ライホ - ボーカル、ギター
- アレクザンダー・クオファラ - ギター
- ヤンネ・ウィルマン - キーボード
- ヘンカ・ブラックスミス - ベース
- ヤスカ・ラーチカイネン - ドラムス